# Врбово (Храшћина)
Врбово је насељено место у саставу општине Храшћина у Крапинско-загорској жупанији, Хрватска. До територијалне реорганизације у Хрватској налазило се у саставу старе општине Златар-Бистрица.

## Становништво
На попису становништва 2011. године, Врбово је имало 292 становника.

## Попис1991.
На попису становништва 1991. године, насељено место Врбово је имало 411 становника, следећег националног састава:
| Попис 1991.‍ | Попис 1991.‍ | Попис 1991.‍ | Попис 1991.‍ | Попис 1991.‍ |
| ----------- | ----------- | ----------- | ----------- | ----------- |
|             |             |             |             |             |
| Хрвати      | Хрвати      |             | 410         | 99,75%      |
| непознато   | непознато   |             | 1           | 0,24%       |
| укупно: 411 |             |             |             |             |